# Pacifica
Pacifica és una població dels Estats Units a l'estat de Califòrnia. Segons el cens del 2006 tenia 40.401 habitants.

## Demografia
Segons el cens del 2000, Pacifica tenia 38.390 habitants, 13.994 habitatges, i 9.655 famílies. La densitat de població era de 1.173,6 habitants/km².
Dels 13.994 habitatges en un 32% hi vivien nens de menys de 18 anys, en un 53,5% hi vivien parelles casades, en un 11% dones solteres, i en un 31% no eren unitats familiars. En el 21,2% dels habitatges hi vivien persones soles el 6,4% de les quals corresponia a persones de 65 anys o més que vivien soles. El nombre mitjà de persones vivint en cada habitatge era de 2,73 i el nombre mitjà de persones que vivien en cada família era de 3,21.
Per edats la població es repartia de la següent manera: un 23,2% tenia menys de 18 anys, un 7,7% entre 18 i 24, un 32,8% entre 25 i 44, un 26,6% de 45 a 60 i un 9,7% 65 anys o més.
L'edat mediana era de 38 anys. Per cada 100 dones de 18 o més anys hi havia 95,2 homes.
La renda mediana per habitatge era de 71.737 $ i la renda mediana per família de 78.361 $. Els homes tenien una renda mediana de 50.761 $ mentre que les dones 40.261 $. La renda per capita de la població era de 30.183 $. Entorn de l'1,2% de les famílies i el 2,9% de la població estaven per davall del llindar de pobresa.
Hi ha un monument en bronze a Gaspar de Portolà, obra de Josep Maria Subirachs (1988).

## Poblacions més properes
El següent diagrama mostra les poblacions més properes.